# Акжар (Келесский район)
Акжа́р (каз. Ақжардо 199? г. — Социалистик Казахстан) — село в Келесском районе Туркестанской области Казахстана. Входит в состав Актобинского сельского округа. Код КАТО — 515437200.

## Население
В 1999 году население села составляло 593 человека (285 мужчин и 308 женщин). По данным переписи 2009 года в селе проживали 753 человека (381 мужчина и 372 женщины).